# Worstelen op de Olympische Zomerspelen 1964
Worstelen is een van de sporten die beoefend werden tijdens de Olympische Zomerspelen 1964 in Tokio.

## Heren

### Grieks-Romeins

#### vlieggewicht (tot 52 kg)
| rang   | sporter             | land |
| ------ | ------------------- | ---- |
| Goud   | Tsutomu Hanahara    | JPN  |
| Zilver | Angel Kerezov       | BUL  |
| Brons  | Dumitru Pîrvulescu  | ROU  |
| 4      | Ignazio Fabra       | ITA  |
| 4      | Rolf Lacour         | EUA  |
| 4      | Maurice Mewis       | BEL  |
| 7      | John Richard Wilson | USA  |
| 8      | Burhan Bozkurt      | TUR  |
| 8      | Vasilios Ganotis    | GRE  |
| 8      | Shin Sang-shik      | KOR  |

#### bantamgewicht (tot 57 kg)
| rang   | sporter             | land |
| ------ | ------------------- | ---- |
| Goud   | Masamitsu Ichiguchi | JPN  |
| Zilver | Vladlen Trostjanski | URS  |
| Brons  | Ion Cernea          | ROU  |
| 4      | Jiří Švec           | TCH  |
| 5      | Kamal Ali           | RAU  |
| 5      | Zviatko Pasjkoelev  | BUL  |
| 5      | Fritz Stange        | EUA  |
| 8      | Ünver Beşergil      | TUR  |

#### vedergewicht (tot 63 kg)
| rang   | sporter              | land |
| ------ | -------------------- | ---- |
| Goud   | Imre Polyák          | HUN  |
| Zilver | Roman Rurua          | URS  |
| Brons  | Branislav Martinović | YUG  |
| 4      | Ronald Finley        | USA  |
| 4      | Koji Sakurama        | JPN  |
| 6      | Mostafa Mansour      | RAU  |
| 6      | Joseph Mewis         | BEL  |
| 6      | Mohammad Mirmalek    | IRI  |

#### lichtgewicht (tot 70 kg)
| rang   | sporter            | land |
| ------ | ------------------ | ---- |
| Goud   | Kazim Ayvaz        | TUR  |
| Zilver | Valeriu Bularca    | ROU  |
| Brons  | David Gvantseladze | URS  |
| 4      | Tokuaki Fujita     | JPN  |
| 5      | Stevan Horvat      | YUG  |
| 5      | Eero Tapio         | FIN  |
| 7      | Bror Jonsson       | SWE  |
| 8      | Ivan Ivanov        | BUL  |

#### weltergewicht (tot 78 kg)
| rang   | sporter           | land |
| ------ | ----------------- | ---- |
| Goud   | Anatoli Kolesov   | URS  |
| Zilver | Kiril Petkov      | BUL  |
| Brons  | Bertil Nyström    | SWE  |
| 4      | Bolesław Dubicki  | POL  |
| 5      | Antal Rizmajer    | HUN  |
| 5      | Ion Ţăranu        | ROU  |
| 7      | Russell Camilleri | USA  |
| 7      | René Schiermeyer  | FRA  |
| 7      | Asghar Zoughian   | IRI  |

#### middengewicht (tot 87 kg)
| rang   | sporter                | land |
| ------ | ---------------------- | ---- |
| Goud   | Branislav Simić        | YUG  |
| Zilver | Jiří Kormaník          | TCH  |
| Brons  | Lothar Metz            | EUA  |
| 4      | Géza Hollósi           | HUN  |
| 4      | Valentin Olenik        | URS  |
| 6      | Krali Bimbalov         | BUL  |
| 7      | Richard Wayne Baughman | USA  |
| 7      | İsmail Yavuz Selekman  | TUR  |

#### halfzwaargewicht (tot 97 kg)
| rang   | sporter            | land |
| ------ | ------------------ | ---- |
| Goud   | Bojan Radev        | BUL  |
| Zilver | Per Svensson       | SWE  |
| Brons  | Heinz Kiehl        | EUA  |
| 4      | Nicolae Martinescu | ROU  |
| 5      | Rostom Abasjidze   | URS  |
| 5      | Ferenc Kiss        | HUN  |
| 5      | Peter Jutzeler     | SUI  |
| 8      | Eugen Wiesberger   | AUT  |

#### zwaargewicht (boven 97 kg)
| rang   | sporter              | land |
| ------ | -------------------- | ---- |
| Goud   | István Kozma         | HUN  |
| Zilver | Anatoli Rosjtsjin    | URS  |
| Brons  | Wilfried Dietrich    | EUA  |
| 4      | Petr Kment           | TCH  |
| 5      | Sten Ragnar Svensson | SWE  |
| 6      | Robert Pickens       | USA  |
| 7      | Radoslav Kasabov     | BUL  |
| 7      | Tsuneharu Sugiyama   | JPN  |

### Vrije stijl

#### vlieggewicht (tot 52 kg)
| rang   | sporter                | land |
| ------ | ---------------------- | ---- |
| Goud   | Yoshikatsu Yoshida     | JPN  |
| Zilver | Chang Chang-sun        | KOR  |
| Brons  | Said Ali Akbar Haydari | IRI  |
| 4      | Ali Alijev             | URS  |
| 4      | Cemal Yanılmaz         | TUR  |
| 4      | André Zoete            | FRA  |
| 7      | Elliott Gray Simons    | USA  |
| 8      | Muhammad Niaz          | PAK  |

#### bantamgewicht (tot 57 kg)
| rang   | sporter             | land |
| ------ | ------------------- | ---- |
| Goud   | Yōjirō Uetake       | JPN  |
| Zilver | Hüseyin Akbaş       | TUR  |
| Brons  | Aidyn Ibragimov     | URS  |
| 4      | David Camillo Auble | USA  |
| 5      | Choi Young-kil      | KOR  |
| 6      | Bishamber Singh     | IND  |
| 7      | János Varga         | HUN  |
| 8      | Abdollah Khodabande | IRI  |

#### vedergewicht (tot 63 kg)
| rang   | sporter                    | land |
| ------ | -------------------------- | ---- |
| Goud   | Osamu Watanabe             | JPN  |
| Zilver | Stantsjo Kolev             | BUL  |
| Brons  | Nodar Khokhashvili         | URS  |
| 4      | Robert Douglas             | USA  |
| 5      | Mohammed Ebrahimi          | AFG  |
| 6      | Mohamed Saifpour Saidabadi | IRI  |
| 7      | Rainer Schilling           | EUA  |
| 8      | Mario Tovar González       | MEX  |

#### lichtgewicht (tot 70 kg)
| rang   | sporter                   | land |
| ------ | ------------------------- | ---- |
| Goud   | Enjoe Valtsjev Dimov      | BUL  |
| Zilver | Klaus Rost                | EUA  |
| Brons  | Iwao Horiuchi             | JPN  |
| 4      | Mahmut Atalay             | TUR  |
| 5      | Abdollah Movahed Ardabili | IRI  |
| 6      | Zarbeg Beriasjvili        | URS  |
| 6      | Chung Dong-goo            | KOR  |
| 6      | Gregory Ruth              | USA  |

#### weltergewicht (tot 78 kg)
| rang   | sporter                 | land |
| ------ | ----------------------- | ---- |
| Goud   | Ismail Ogan             | TUR  |
| Zilver | Goeliko Sagaradze       | URS  |
| Brons  | Mohammad Ali Sanatkaran | IRI  |
| 4      | Petko Dermendzjiev      | BUL  |
| 5      | Yasuo Watanabe          | JPN  |
| 6      | Philip Oberlander       | CAN  |
| 7      | Gaetano De Vescovi      | PAK  |
| 8      | Munkhbat Jigjidym       | MGL  |

#### middengewicht (tot 87 kg)
| rang   | sporter            | land |
| ------ | ------------------ | ---- |
| Goud   | Prodan Gardzjev    | BUL  |
| Zilver | Hasan Güngör       | TUR  |
| Brons  | Daniel Brand       | USA  |
| 4      | Mansour Mehdizadeh | IRI  |
| 5      | Géza Hollósi       | HUN  |
| 5      | Tatsuo Sasaki      | JPN  |
| 7      | Günther Bauch      | EUA  |
| 7      | Muhammad Faiz      | PAK  |

#### halfzwaargewicht (tot 97 kg)
| rang   | sporter            | land |
| ------ | ------------------ | ---- |
| Goud   | Aleksandr Medved   | URS  |
| Zilver | Ahmet Ayık         | TUR  |
| Brons  | Said Moestafov     | BUL  |
| 4      | Gholam Reza Takhti | IRI  |
| 5      | Peter Jutzeler     | SUI  |
| 6      | Gerald Conine      | USA  |
| 7      | Heinz Kiehl        | EUA  |
| 8      | Imre Vígh          | HUN  |

#### zwaargewicht (boven 97 kg)
| rang   | sporter             | land |
| ------ | ------------------- | ---- |
| Goud   | Aleksandr Ivanitski | URS  |
| Zilver | Ljoetfi Ahmedov     | BUL  |
| Brons  | Hamit Kaplan        | TUR  |
| 4      | Bohumil Kubát       | TCH  |
| 5      | Denis McNamara      | GBR  |
| 6      | Ştefan Stîngu       | ROU  |
| 7      | Wilfried Dietrich   | EUA  |
| 7      | Larry Kristoff      | USA  |
| 7      | Masanori Saito      | JPN  |

## Medaillespiegel
| rang   | land               | goud | zilver | brons | totaal |
| ------ | ------------------ | ---- | ------ | ----- | ------ |
| 1      | Japan              | 5    | 0      | 1     | 6      |
| 2      | Sovjet-Unie        | 3    | 4      | 3     | 10     |
| 3      | Bulgarije          | 3    | 4      | 1     | 8      |
| 4      | Turkije            | 2    | 3      | 1     | 6      |
| 5      | Hongarije          | 2    | 0      | 0     | 2      |
| 6      | Joegoslavië        | 1    | 0      | 1     | 2      |
| 7      | Duits eenheidsteam | 0    | 1      | 3     | 4      |
| 8      | Roemenië           | 0    | 1      | 2     | 3      |
| 9      | Zweden             | 0    | 1      | 1     | 2      |
| 10     | Tsjecho-Slowakije  | 0    | 1      | 0     | 1      |
| 10     | Zuid-Korea         | 0    | 1      | 0     | 1      |
| 12     | Iran               | 0    | 0      | 2     | 2      |
| 13     | Verenigde Staten   | 0    | 0      | 1     | 1      |
| totaal | totaal             | 16   | 16     | 16    | 48     |